# كنيسة القديس مرقس

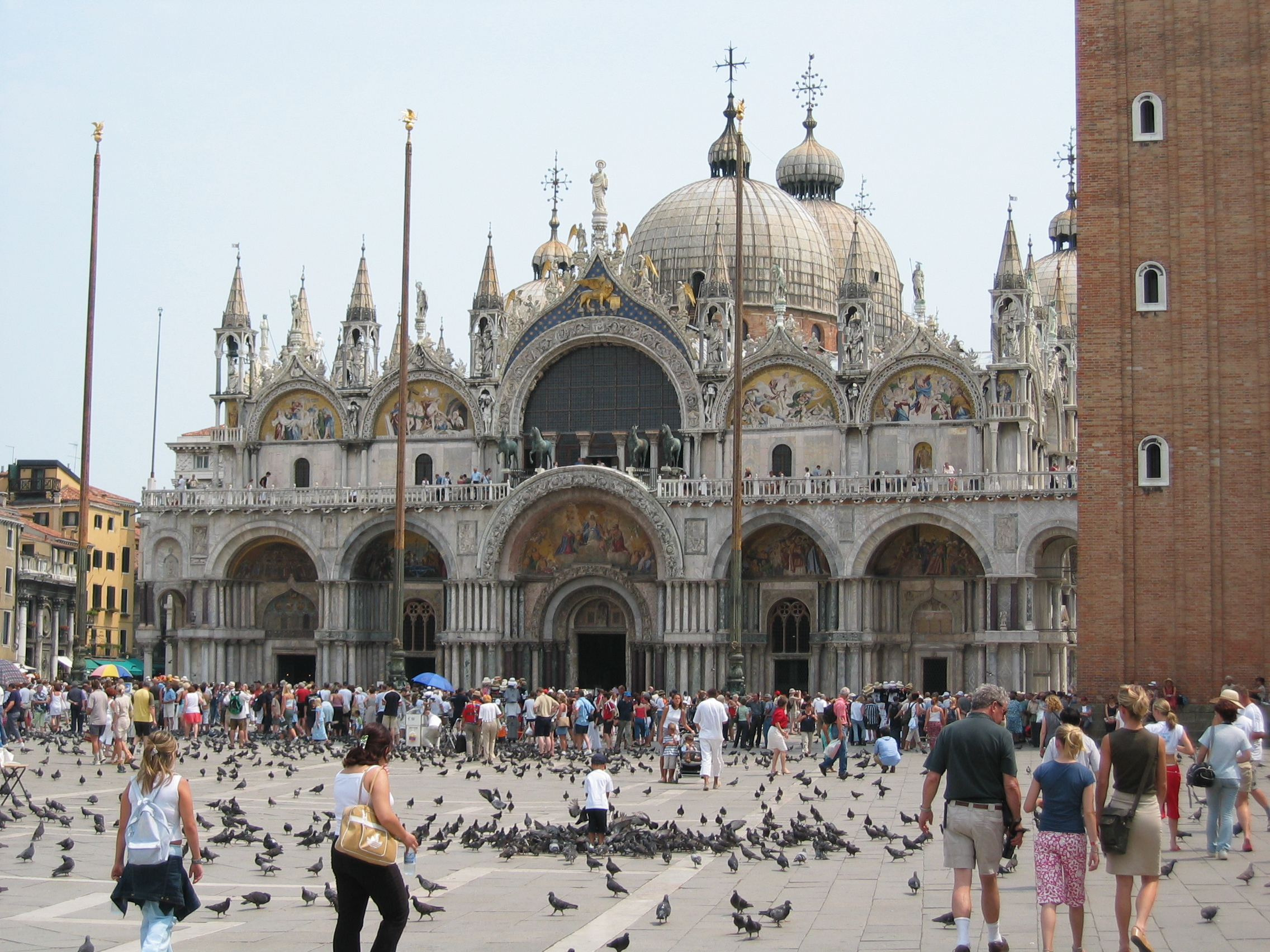
كاتدرائية القديس مرقس

بازيليكا القديس مرقس الكاتدرائية البطريركية (بالإيطالية: Basilica Cattedrale Patriarcale di San Marco)‏ هي كنيسة كاتدرائية تابعة للأبرشية الرومانية الكاثوليكية في مدينة البندقية شمال إيطاليا. هي أشهر كنائس المدينة وإحدى أفضل الأمثلة المعروفة على العمارة البيزنطية. تقع في ميدان سان ماركو (في منطقة سان ماركو) مجاورة ومتصلة بقصر دوجي.
كانت الكاتدرائية أصلاً مصلى لحكام البندقية وليست كاتدرائية المدينة. منذ 1807 أصبحت مقر بطريرك البندقية رئيس أساقفة أبرشية الرومان الكاثوليك في مدينة البندقية. بسبب تصميمها الفاخر والفسيفساء البيزنطية مذهبة ومركزها باعتبارها رمزاً للثروة والسلطة في البندقية فقد عرفت منذ القرن الحادي عشر بلقب شييزا دورو (كنيسة من ذهب).

## أعلام
- مرقس
- تومازو ألبينوني
- جيوفاني أورباني
- دانييل مانين